# Франк Жеральд
Франк Жеральд (фр. Franck Gérald), справжнє ім'я Жеральд Андре Бізель (фр. Gérald André Biesel; 3 квітня 1928, Париж — 5 серпня 2015, Кламар) — французький поет і композитор, відомий своєю співпрацею з низкою відомих французьких виконавців та кінематографічних проєктів.

## Біографія
Жеральд Андре Бізель народився 3 квітня 1928 року в місті Париж у заможній родині. З дитинства виявляв хист до музики й літератури, проте професійно зайнявся мистецтвом лише на початку 1950-х років, коли разом із швагром, відомим текстописцем П'єром Деланое став виступати дуетом на сценах паризьких кабаре.
У 1959 році Жеральд здобув перший значний успіх як автор текстів пісень, написавши слова до композиції Toux doux, tout doucement, виконаної Марселем Амоном. Саме ця пісня стала однією з перших його популярних робіт, що закріпила за ним репутацію талановитого поета.
Протягом 1960-х і 1970-х років Франк Жеральд активно співпрацював із різними виконавцями: для Франка Аламо він створив пісню Pour les filles, для Марселя Амона — тексти Lucie, Tumahu, Sous une pluie d’étoiles та Cœur à cœur.
Як композитор і автор текстів для кіно Жеральд брав участь у створенні музичного супроводу декількох фільмів. Крім того, він співпрацював над музичними темами до таких стрічок, як «Мрійники» (2003), «Бригади тигрів» (1974) та «Салон краси «Венера»» (1999).
Франк Жеральд помер 5 серпня 2015 року в місті Кламар (департамент О-де-Сен, Франція) у віці 87 років.

## Особисте життя та родина
Швагром Франка Жеральда був відомий французький поет П'єр Деланое, із яким вони часто виступали як дует на початку кар'єри. Деталі особистого життя Жеральда, включаючи сімейний стан, трималися під великим секретом, і відомості про це не поширювалися в пресі.